# Caroline Polachek
Caroline Polachek, est une auteure-compositrice-interprète, chanteuse, musicienne, parolière et productrice de musique américaine née le 20 juin 1985 à New York.
Elle fut membre du groupe de synthpop Chairlift de 2005 à 2017. Elle a commencé une carrière solo en 2014 sous le nom de scène de Ramona Lisa. Après avoir sorti un album instrumental en utilisant le pseudonyme de CEP en 2017, elle publie sous son nom l'album Pang en octobre 2019.

## Biographie

### Jeunesse
Caroline Polachek est née à Manhattan, New York, le 20 juin 1985. Elle est la fille de James Montel Polachek (1944-2020), un analyste des marchés financiers et musicien classique de formation, et d'Elizabeth Allan. Sa famille a déménagé à Tokyo, au Japon, où elle a vécu entre un et six ans, puis s'est installée à Greenwich, dans le Connecticut, où elle a commencé à chanter dans une chorale en troisième année. Elle a joué du synthétiseur dès son plus jeune âge, son père lui ayant offert un clavier Yamaha pour la dissuader d'être turbulente au piano.

### Chairlift
Caroline Polachek forme le groupe Chairlift avec Aaron Pfenning à l'université du Colorado à Boulder en octobre 2005. Le duo est rejoint en 2007 par Patrick Wimberly et sort la même année un EP autoproduit, Daylight Savings, suivi d'un premier album, Does You Inspire You, sur le label Kanine Records.
Après le départ d'Aaron Pfenning en 2010, Caroline Polachek et Patrick Wimberly continuent l'aventure Chairlift, publiant les albums Something en 2012 et Moth en 2016 sur le label Columbia Records.
La chanteuse réalise ou coréalise les clips des chansons Amanaemonesia, I Belong in Your Arms (chantée en japonais) et Polymorphing.
Après une dernière tournée au printemps 2017, Chairlift se sépare.

### En solo
Caroline Polachek poursuit une carrière solo entamée avec la sortie en 2014 d'un album intitulée Arcadia sous le pseudonyme de Ramona Lisa. Elle coréalise la vidéo accompagnant la chanson titre. Début 2017, c'est sous le nom de CEP (les initiales de Caroline Elizabeth Polachek) qu'elle sort un album instrumental, Drawing the Target Around The Arrow, disponible en numérique et en streaming,.
Précédé par les singles Door, Ocean of Tears, Parachute et So Hot You're Hurting My Feelings, l'album Pang, le premier à être publié sous le nom de Caroline Polachek, sort le 18 octobre 2019,,.
En avril 2020, la chanteuse propose une version instrumentale de l'album via le site Bandcamp. Un an plus tard, le 16 avril 2021, sort en édition limitée sur support vinyle Standing at The Gate: Remix Collection, un album comprenant des remixes de sept chansons de Pang et une reprise inédite de Breathless de The Corrs.
Le 14 juillet 2021, Polachek sort un single intitulé Bunny Is A Rider, censé entamer la campagne de son second album. Il faudra attendre le 9 février 2022 pour voir paraître le double-single Billions/Long Road Home puis le 17 octobre 2022 pour Sunset, 3e single de l’album. C’est le 7 décembre 2022, accompagné du titre Welcome To My Island, que la chanteuse annonce la sortie de son second album studio, Desire, I Want To Turn Into You pour le 14 février 2023 (les versions physiques sont annoncées quant à elles pour le 14 avril).

### Collaborations
Depuis 2009, Caroline Polachek a multiplié les collaborations, chantant sur les titres d'artistes tels que Flosstradamus, Washed Out, Blood Orange, Delorean, SBTRKT, Sébastien Tellier, Fischerspooner, Charli XCX ou encore Christine and The Queens. Elle apparaît d'ailleurs en 2020 dans le clip vidéo de la chanson la vita nuova de Christine and The Queens, où on les voit chanter et danser ensemble.
Elle a coécrit et produit la chanson No Angel interprétée par Beyoncé en 2013 et présente sur l'album Beyoncé, lequel est nommé pour le Grammy Award de l'album de l'année, ce qui vaut à Caroline Polachek d'être incluse dans les nommés.
Elle a composé des musiques pour les stylistes Proenza Schouler et Tess Giberson, une performance artistique de India Menuez et Hayden Dunhamun à New York et un ballet contemporain,,.
Caroline Polachek a fait partie de Girl Crisis, un groupe entièrement féminin rassemblant des membres de formations telles que Telepathe, Au Revoir Simone ou Class Actress et enregistrant des reprises dans des vidéos filmées en super 8 et postées sur YouTube.
En 2025 pour le jeu vidéo Death Stranding 2: On the Beach, elle collabore avec Hideo Kojima et sort une musique inédite au projet, On The Beach, la musique est sortie le 23 juin 2025 sur les plateformes de streaming, et est accompagnée d'un clip mélangeant l'artiste qui chante et des images du jeu vidéo.

## Discographie solo

### Albums et EPs
sous le nom de Ramona Lisa
- 2014 : Arcadia
- 2014 : Dominic (EP)
- 2015 : Piano Versions (EP)

sous le nom de CEP
- 2017 : Drawing the Target Around the Arrow (album instrumental)

sous le nom de Caroline Polachek
- 2019 : Pang
- 2021 : Standing at The Gate: Remix Collection (album de remixes)
- 2023 : Desire, I Want to Turn Into You

### Singles
- 2014 : Arcadia (sous le nom de Ramona Lisa)
- 2014 : Backwards and Upwards (sous le nom de Ramona Lisa)
- 2014 : Dominic (sous le nom de Ramona Lisa)
- 2019 : Door
- 2019 : Ocean of Tears
- 2019 : Parachute
- 2019 : So Hot You're Hurting My Feelings
- 2021 : Bunny is a rider[23]
- 2022 : Billions / Long Road Home
- 2022 : Sunset
- 2022 : Welcome To My Island
- 2025 : On The Beach[22]